# Johan van der Meyden
Johan van der Meyden (Rotterdam, vermoedelijk omstreeks 1609 - aldaar, 23 maart 1677), heer van Sleewijk, was een bestuurder in Holland.
Hij was lid van de vroedschap te Rotterdam. Verschillende andere stedelijke ambten bekleedde hij gedurende zijn leven, o.a. was hij herhaaldelijk burgemeester tussen 1644 en 1672. Verder was hij lid van de Hollandse rekenkamer van 1641 tot 1644, meermalen gecommitteerde raad tussen 1645 en 1676 en dikwijls gedeputeerde ter dagvaart tussen 1650 en 1676. In de Staten-Generaal had hij zitting van 1652-1655 en van 1642-1647 behoorde hij tot de bewindhebbers van de VOC-Kamer Rotterdam.
Hij trouwde 28 mei 1644 te Amsterdam met Constantia Bartolotti, een stiefdochter van de dichter Pieter Cornelisz. Hooft. Hij ging 17 mei 1648 opnieuw in ondertrouw met Machtelt Cornelia Hooft van Delft, familie van de dichter Pieter Corneliszoon Hooft.
- Biografisch Portaal: 95848014
- Digitale Bibliotheek voor de Nederlandse Letteren: meyd002
- International Standard Name Identifier: 0000 0003 9459 4737
- Nederlandse Thesaurus van Auteursnamen: 069933707
- Virtual International Authority File: 289159691
- WorldCat: E39PBJpyqWBdXQhfpH3hvkhGpP